# Дечен Родер
Дечен Родер (нар. 1980, Бумтанг, Бутан) — режисер з Бутану. 

## Біографія
Починала з виробництва музичного відео та реклами, а потім почала створювати власні фільми. 
У 2011 році вона зняла свій перший фільм під назвою Original Photocopy of Happiness, який був номінований на найкращий короткометражний фільм на Міжнародному фестивалі незалежного кіно в Брюсселі 2011 року та виграв нагороду «Спеціальна згадка» на нагородженні Hong Kong ifva Awards 2012.

## Фільми
- Honeygiver Among the Dogs (2016)[4]
- 3 Year 3 Month Retreat (2015)
- An Original Photocopy of Happiness (2011)